# Lago Mirower
El lago Mirower (en alemán: Mirowersee) es un lago situado en el distrito de Llanura Lacustre Mecklemburguesa, en el estado de Mecklemburgo-Pomerania Occidental (Alemania), a una altitud de 58.6 metros; tiene un área de 102 hectáreas.
Está ubicado a medio camino entre el extremo sur del lago Müritz —el mayor de Alemania— y la frontera con el estado de Brandeburgo.